# Leonard Stokes
Leonard Aloysius Scott Stokes (1858 - 25 de dezembro de 1925) foi um arquiteto e artista inglês.

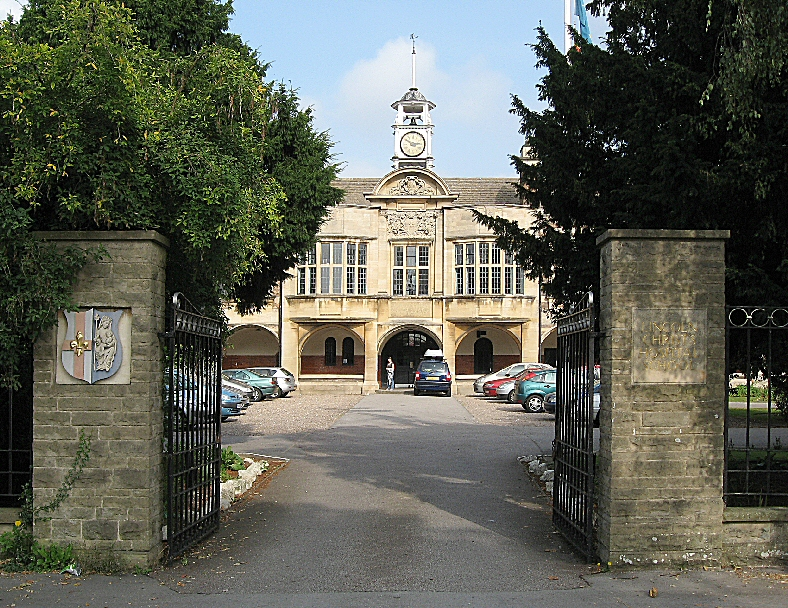
Lincoln Christ's Hospital School, Lincoln, projetado por Leonard Stokes em 1905

Leonard Stokes nasceu em Southport (então em Lancashire) em 1858, filho de Scott Nasmyth Stokes, inspetor escolar. Ele treinou em Londres e viajou pela Alemanha e Itália. A maioria de seus projetos foi para edifícios católicos romanos, incluindo igrejas, conventos e escolas. Seu primeiro trabalho foi Sacred Heart Church, Exeter. Ele também projetou a Igreja de Santa Clara, em Liverpool, que foi concluída em 1890. Ele também projetou casas de campo e cerca de 20 centrais telefônicas. Em 1919 foi agraciado com a Medalha de Ouro do Royal Institute of British Architects, tendo servido como seu presidente de 1910 a 1912. Sir Albert Edward Richardson, que mais tarde se tornou presidente da Royal Society, treinou em seus escritórios.
Seu irmão Wilfred Stokes era engenheiro e inventor. Seu sobrinho Richard Stokes era parlamentar e ministro do Trabalho.

Ele morreu em 1925 em Chelsea, Londres e está enterrado na Igreja Católica Romana de St Mary Magdalen, Mortlake.